# Wolfenstein II: The New Colossus
Wolfenstein II: The New Colossus (tạm dịch: Wolfenstein 2: Đế chế Mới) là một trò chơi điện tử bắn súng FPS góc nhìn thứ nhất được phát triển bởi nhóm MachineGames, và phát hành bởi Bethesda Softworks. Đây là phần tiếp theo (không phải DLC) của Wolfenstein: The New Order được phát hành đầu tiên năm 2014 do trở thành loạt game ăn khách nhất, trước đó hai hãng phát triển và phát hành trò chơi là Raven Software và id Software đã mua thương hiệu này để ra một phiên bản Wolfenstein làm lại trong năm 2009 nhưng không thành công.
Giống với các thương hiệu nổi tiếng Doom, Quake từ những thập niên trước trong việc đi tiên phong với công nghệ đồ họa next-gen của chính hãng. Nhóm MachineGames được phó thác cho thực hiện một phiên bản làm lại của trò Wolfenstein trên nền công nghệ id Tech 5 đã từng được sử dụng trên trò chơi Rage từng được biết đến trong năm 2011. Sau khi Wolfenstein: The New Order thu được thành công, trò chơi tiếp tục được nâng cấp lên nền công nghệ id Tech 6 được sử dụng đầu tiên trong trò chơi Doom làm lại nhằm cải tiến hình ảnh và độ chi tiết về môi trường tương tác của trò chơi.
Trò chơi được phát hành vào ngày 27/10/2017.

## Cốt truyện
Tiếp nối sự kiện của phần Wolfenstein: The New Order, William "B.J." Blazkowicz lúc này bị thương nặng sau đòn chết chung với Deathshead và văng ra xa. Lúc này căn cứ chưa phát nổ hoàn toàn nên Blazkowicz mới được phe kháng chiến quay lại cứu kịp lúc và khuân lên máy bay trước khi cả pháo đài nổ tung. Trên máy bay anh được Caroline Becker và cả nhóm Kreisau Circle cứu bằng cách vá các vết thương chí mạng trước khi ngất đi, cứ như vậy trong quá trình nửa mê nửa tỉnh Blazkowicz được chăm sóc và được người anh yêu là Anya Oliwa tiết lộ là cô đã mang thai với anh, và đứa con trong bụng cô sắp sửa được sinh ra. Blazkowicz lúc này thiếp đi thật sư, trong mơ anh được thấy bố mẹ và những ngày tháng từ thuở ấu thơ không yên ả.
Ngày 25/6/1961, Blazkowicz lúc này chợt tỉnh giấc khỏi giấc ngủ dài bởi một tiếng nổ lớn. Anh tỉnh dậy và thấy mình đang ở trên một chiếc tàu ngầm U-Boat đậu tại Atlantis. Chưa kịp hoàn hồn thì anh đã thấy lính Đức đang tấn công dồn dập những người của phe kháng chiến, Blazkowicz lập tức tham chiến bằng xe lăn (nhân vật chính lúc này tạm thời bị liệt) và tìm hiểu xem chuyện gì đang xảy ra. Và thật không ngờ thời gian mà anh ngủ sau vết thương chí mạng đã kéo dài đến 5 tháng, hoảng hốt Blazkowicz lập tức đi tìm ngay Anya Oliwa. Sau khi tìm được cô, anh còn được biết cô hiện nay đang mang song thai. Lúc này niềm vui của Blazkowicz chợt phụt tắt khi đối diện với một sự thật khủng khiếp đang chờ đón từ cuộc phiêu lưu sắp tới.

### Kẻ thù cũ Irene Engel vẫn sống
Blazkowicz ra khỏi boong tàu U-Boat (tên gọi của chiếc tàu ngầm phe kháng chiến) cùng với các chiến hữu, từ trên cao chiến thuyền của hạm đội Đức là Ausmerzer đã dùng dây neo níu lại và tiếp tục thả quân lính xuống tấn công đám kháng chiến. Lúc này chỉ huy Caroline Becker trong bộ giáp Da'at Yichud (bà ta đang bị liệt nên phải mặc bộ giáp này để có thể đi lại được như người bình thường) cùng với Probst Wyatt III (chỉ huy các chiến hữu cũ trước khi Blazkowicz bị nằm viện trong phần Wolfenstein: The New Order) đang chống trả lại bọn lính Đức đông đảo, tuy nhiên do bọn Đức đông hơn nên bà đã bị chúng đánh bất tỉnh. Sau khi cả hai bị tóm, một kẻ không mong muốn xuất hiện, đó là nữ sĩ quan Irene Engel (được coi là đã chết ở Wolfenstein: The New Order, khi bị đánh cho bầm dập và ném xuống vực sâu). Khi nhìn thấy Caroline Becker, Irene Engel yêu cầu Blazkowicz ra mặt vì bà ta biết anh vẫn đang trốn ở đâu đó trên U-Boat. Blazkowicz lúc này không còn lựa chọn nào khác nên anh đành phải xuất đầu lộ diện để lên con tàu Ausmerzer của Irene Engel.
Sau khi Blazkowicz ra mặt, Irene Engel bắt đầu hành hạ các nạn nhân và sử dụng một cây rìu để xử tử Caroline Becker và Probst Wyatt III (tùy thuộc vào lựa chọn của người chơi ở phần game Wolfenstein: The New Order mà Probst Wyatt III có thể được thay thế bởi chỉ huy Fergus Reid). Kết quả Caroline Becker bị chặt đầu ngay trước mặt Blazkowicz, còn Probst Wyatt III may mắn hơn là được Sigrun Engel (được giới thiệu là con gái của Irene Engel, một cô nàng béo tốt bụng) lao vào cứu nên Wyatt chỉ bị mất một cánh tay và Blazkowicz mới có cơ hội lấy được bộ giáp Da'at Yichud (trước đó Irene Engel đã cho tháo bộ giáp của Caroline Becker ra để dễ dàng giết bà ta) để đưa tất cả đào thoát khỏi Irene Engel. Tuy nhiên Blazkowicz giờ phải gắn liền với bộ giáp Da'at Yichud, nếu không thì anh sẽ chẳng khác gì 1 người tàn phế.
Sau khi đem xác Caroline Becker về an táng theo cách của lính thủy, Probst Wyatt III lúc này mất chiến ý vì Caroline Becker mới có bước đi tiếp theo trong việc kết nối với các phe kháng chiến khác. May thay Anya Oliwa đã đọc lại nhật ký của bà nên cô đã cho Blazkowicz biết nên tìm và liên hệ với vị trí phe của quân kháng chiến tiếp theo ở đâu. Lúc này cả hội tới Manhattan, thuộc Thành phố New York, nay đã bị Đức Quốc xã ném bom nguyên tử cho tan hoang không khác gì thế giới sau hậu tận thế. Blazkowicz lúc này theo địa chỉ mật thì gặp thêm hai người của phe kháng chiến nữa là Grace Walker và Horton. Trong lúc đang bàn chuyện thì họ bị quân Đức phát hiện, Blazkowicz đã ở lại chặn đầu chúng và tẩu thoát cùng phe kháng chiến khỏi Manhattan 1 cách an toàn mà không một ai bị thương vong.

### Cái chết của William "B.J." Blazkowicz
Sau khi dành chiến thắng ở New York, Grace Walker nhập hội và tiếp tục lên kế hoạch chỉ đạo Blazkowicz đánh tiếp vào đầu não của phát xít Đức tại Roswell bằng cách đánh bom hạt nhân vào căn cứ bí mật của chúng nằm ở dưới lòng đất. Để làm được việc này Blazkowicz phải liên lạc được với gián điệp của quân kháng chiến là Super Spesh hiện đang nằm vùng ở Roswell, bằng cách ngụy trang quả bom hạt nhân thành bình cứu hỏa. Blazkowicz cũng phải cải trang thành lính cứu hỏa thì mới bước đi trong thành phố một cách dễ dàng. Sau khi liên lạc được với Super Spesh thành công, Blazkowicz cho nổ tung căn cứ bí mật và rời khỏi đó bằng một chiếc xe gắn máy cướp được của quân Đức.
Trên đường đi đến điểm tập kết, Blazkowicz đi ngang qua vùng Texas. Vô tình chung những ký ức hồi còn nhỏ của bố mẹ anh ùa về khiến Blazkowicz nổi hứng về thăm nhà. Khi về đến nơi Blazkowicz được trải nhiệm rất nhiều thứ, từ người bố luôn khắt khe đến một một người mẹ hiền từ luôn bảo vệ anh. Khi những kí ức cũ dần phai nhạt, Blazkowicz  lên nhà và mở tủ lấy chiếc nhẫn cưới của mẹ dấu yêu Zofia. Tại đây anh đã gặp bố của anh, Rip Blazkowicz vẫn còn sống. Lúc này cả hai người đã cãi nhau và Rip đã tiết lộ cho anh biết là ông đã để mặc cho mẹ của anh chết trong tay bọn Đức tại New Mexico. Phẫn nộ, Blazkowicz điên cuồng lao vào dùng rìu tấn công ông và cho ông một nhát vào tim. Sau khi bố anh chết, Blazkowicz phát hiện một chiếc điện thoại nằm lăn lóc dưới đất. Hốt hoảng, Blazkowicz nhận ra bố của anh đã gọi cho bọn Đức và cả ngôi nhà của anh sắp bị cẩu lên trời.
Blazkowicz lúc này phòng thủ dữ dội để bọn Đức thả ngôi nhà ra, kết quả anh và ngôi nhà rơi tự do xuống đất và tan thành từng mảnh. Blazkowicz lúc này bị thương rất nặng, ngay cả bộ giáp Da'at Yichud cũng nát bét khiến bọn lính Đức phải loay hoay mãi mới tháo được hết các mảnh vỡ găm vào thân thể anh cùng với mảnh vụn của ngôi nhà gỗ. Irene Engel lúc này xuất hiện, bà ta lục người Blazkowicz, lấy đi cái nhẫn của mẹ anh và nói rằng ngày chết của anh sắp tới.
Blazkowicz bị đem ra bêu riếu trước toàn thể thông tấn xã của Đức, đó là từng bước hành hạ của Irene Engel với anh trước toàn thể người Đức. Trước ngày xử tử, Super Spesh lẻn vào nhà ngục định giải thoát cho Blazkowicz nhưng bị phát hiện nên đã bị bắn chết (cách của anh là giả làm luật sư riêng của Blazkowicz nhưng Irene Engel biết mánh này nên đã cho Super Spesh một viên đạn vào đầu khi đang thực hiện). Trước ngày bị hành hình, Blazkowicz bị đem ra kết án trước tòa án Đức, tại đây anh đã có một giấc mơ là mình vượt ngục và được gặp lại mẹ của mình. Nhưng mơ với thực tại là hoàn toàn khác nhau. Sau khi kết án xong, Blazkowicz bị đem đến Đài tưởng niệm Abraham Lincoln trước toàn thể dân Mỹ. Tại đây Irene Engel đã chặt đầu của Blazkowicz như với Caroline Becker. Đầu của Blazkowicz rơi vào lò thiêu dưới tượng đài, thông tấn xã xác nhận lúc này anh đã chết.

### William "B.J." Blazkowicz hồi sinh và con đường cách mạng
Trước khi đầu của Blazkowicz rơi vào lò thiêu, Set Roth đã làm một bước đi táo bạo, đó là đánh cắp cái đầu của anh và lắp vào một thân thể sinh học (do Caroline lấy được từ phòng thí nghiệm của quân Đức). Blazkowicz lúc này đã được hồi sinh theo cách điên rồ nhất. Sau khi nhận thấy Irene Engel sử dụng sức mạnh của giới truyền thông để khuếch đại thanh thế nhằm suy giảm sĩ khí của dân Mỹ trong việc ủng hộ phe kháng chiến, Grace Walker lúc này thấy kế sách chống Irene Engel gặp bất lợi lớn nên yêu cầu Blazkowicz tìm sự hỗ trợ của Horton Boone tại New Orleans. Tại đây, Horton Boone cho phép đảng của ông liên thủ với phe của Set Roth vì đằng nào New Orleans vẫn chưa được giải phóng hoàn toàn khỏi tay bọn Đức.
Thời gian này, cả Set Roth và Horton Boone bắt đầu tập trung vào việc nghiên cứu pháo đài bay Ausmerzer của Irene Engel trong suốt cuộc chiến vừa qua. Tính lưu động của tàu Ausmerzer thì không có gì để bàn cãi từ đầu cuộc chiến đến giờ, hơn nữa càng để lâu quân Đức càng chiếm ưu thế nhiều hơn trong việc di chuyển và lấy lại các địa bàn từ phe quân kháng chiến. Vì vậy họ đã hỏi Sigrun Engel và biết được pháo đài bay Ausmerzer gần như không thể công phá trực tiếp bởi con tàu đó được bảo vệ bởi một hệ thống phòng thủ rất mạnh có tên là ODIN, hơn nữa chỉ có thể chiếm quyền điều khiển nó bằng lấy mã bí mật tại Sao Kim. Blazkowicz lại một lần nữa phải vất vả du hành vũ trụ tới Sao Kim để lấy mã ODIN tại đầu não của Đức tại đây. Trong chuyến hành trình này anh đã gặp Adolf Hitler, bằng cách cải trang thành diễn viên Jules Redfield và diễn vài trò lố trước mặt ông ta. Có thể nói tuy mang tiếng là trùm của Đức Quốc xã mà phe kháng chiến muốn lấy mạng, tuy nhiên Blazkowicz lại không làm gì ông ta. Adolf Hitler lúc này đã già yếu, mắc bệnh hoang tưởng và không còn minh mẫn nữa do tuổi tác.

### Cuộc tấn công vào pháo đài bay Ausmerzer và bản tuyên ngôn chiến thắng
Sau khi Blazkowicz mang về mật mã chiếm tàu Ausmerzer, toàn bộ phe kháng chiến lập tức tổ chức ăn mừng. Ít ra đó cũng là cách mà họ sẽ làm cho trận chiến cuối cùng với Irene Engel. Vài ngày sau, toàn bộ phe kháng chiến đánh thẳng vào tàu Ausmerzer và chiếm quyền điều khiển nó. Để làm được việc này nhóm phải chắc chắn rằng Irene Engel đang lên sóng truyền hình và đang luyên thuyên trước toàn thế giới về chiến thắng của Đức Quốc xã. Do Irene Engel chỉ tập trung vào việc nói trên truyền thông, nên ngay cả việc quân kháng chiến đánh vào tàu Ausmerzer bản thân bà ta cũng không hề hay biết, chỉ đến khi Blazkowicz xuất hiện ngay trên trường quay thì bà ta cứ tưởng gặp phải hồn ma. Không do dự, Blazkowicz lao ngay tới chặt đứt tay và cho một rìu vào giữa mặt Irene Engel, kết thúc nỗi kinh hoàng mà bà ta đã gây ra trong suốt thời gian cầm quyền. Lúc này quân kháng chiến ùa vào, Probst Wyatt III đứng trước đài truyền hình và tuyên bố về chiến thắng của nước Mỹ trước kẻ thù mạnh nhất thế giới.

### Sau đoạn kết, Blazkowicz cầu hôn Oliwa
Khi Irene Engel chết nằm sõng soài trên bàn, Blazkowicz quan sát bà ta một lúc rồi mới nhớ ra tay của bà ta vẫn đeo cái nhẫn của mẹ anh. Blazkowicz tháo cái nhẫn ra khỏi tay bà ta và tiến đến cầu hôn Anya Oliwa.

## Giới thiệu về trò chơi
Thật không ngoa khi nói rằng, "mái nhà của mặt trời mọc" đến từ MachineGames ra mắt vào năm 2014 là một trong những cái tên tiêu biểu vực dậy thể loại FPS đương đại, và "canh bạc" đầy may rủi của những cựu binh từng cho ra đời Chronicles of Riddick cuối cùng cũng gặt hái được thành công vang dội, mang "ông tổ" của thể loại FPS đến với công chúng 22 năm sau khi khai sinh ra dòng game này. Đó là lý do vì sao mà một hậu bản của Wolfenstein: The New Order không nằm ở câu trả lời "có" hay "không", mà vấn đề chỉ nằm ở thời gian mà thôi. Tại E3 2017, Bethesda Softworks đã khép lại buổi họp báo của mình với sự xuất hiện của Wolfenstein II: The New Colossus.
Giống hệt như người tiền nhiệm The New Order, đây là một tựa game bắn súng hết sức đã tay và mang tính giải trí cao, nơi bạn chỉ có 2 nhiệm vụ: Theo dõi cắt cảnh để biết cốt truyện, và hạ gục càng nhiều những tên phát xít càng tốt. Cuối phần 1 sau khi bị thương rất nặng, anh được đồng đội cứu và quay trở về nước Mỹ để tụ họp các nhóm quân kháng chiến khác, vốn đang co cụm lại vì không chịu đoàn kết với nhau, và đưa ra một kế hoạch khiến chính quyền phát xít chiếm đóng nước Mỹ sụp đổ.Trong khi đó, Frau Engel, mụ đàn bà quái đản ở phần 1 quay trở lại với vai trò là kẻ phản diện chính trong phần 2 sau khi Deathshead tự sát. Mụ ta dường như bị ám ảnh bởi "Terror Billy", kẻ khủng bố trong mắt những tên phát xít, người đã hạ sát hàng trăm người lính đơn giản vì "chúng nó đều là đám lợn phát xít", nguyên văn lời của BJ Blaskovicz. Cuộc phiêu lưu trong game đưa bạn tới những nơi như Manhattan, Roswell hay New Orleans, nhưng cách nhà phát triển MachineGames triển khai ý tưởng của họ vô cùng xuất sắc.
Những trại tập trung của người do thái, giờ có cả người da màu được mở ngay giữa lòng những thành phố của nước Mỹ, và cách đám phát xít phô trương thanh thế cũng hết sức độc đáo, tùy mỗi màn chơi. Nhưng dù gì đi chăng nữa, sau đó bạn cũng chỉ có một nhiệm vụ đơn giản là bắn hết chúng mà thôi. Cách chơi của Wolfenstein 2 vẫn giữ nguyên mô típ đã khiến phần 1 thành công. Bạn có rất nhiều lựa chọn. Lầm lũi hạ gục từng kẻ địch trong yên lặng, không khó vì cây rìu trong game rất bá đạo. Hai tay hai súng lao vào giữa chiến trường gặp kẻ địch nào cũng tặng đạn chì, còn dễ hơn nhiều vì nhân vật chính của chúng ta trước giờ luôn ngầu theo cách rất riêng, chỉ Wolfenstein mới mô tả được. Nhưng nhìn chung, những màn bắn súng trong các hành lang hẹp hay những boong ke đầy lính tráng thì không khác nhiều so với phần 1. Sở dĩ nói rằng MachineGames rất giỏi trong việc triển khai ý tưởng của họ, là nhờ có một màn chơi ở Roswell, nơi có trung tâm nghiên cứu về người ngoài hành tinh vốn đã quá nổi tiếng. Tại đây, đám phát xít và đảng KKK vốn khét tiếng vì phân biệt chủng tộc đi lại ngoài đường như những người anh em cột chèo. Những kẻ giàu có người da trắng chấp nhận bán đứng cả thành viên gia đình nếu họ là người Do Thái để giữ lại của nả và danh tiếng của chúng.
Không khí trong game được đầu tư rất kỹ lưỡng chứ không đơn thuần chỉ là một tựa game bắn súng tắt não. Chiều sâu cốt truyện game cũng là một điểm cộng, nơi bạn hiểu thêm rất nhiều về tâm lý của những kẻ phân biệt chủng tộc và cách nhìn của chúng đối với những người da màu hay Do Thái. Về mặt chiến đấu, những tính năng vốn có như hai tay hai súng, tháo súng máy hay những món vũ khí năng lượng để càn quét vẫn còn đó. Thay vào đó, môi trường trở nên rộng lớn hơn hẳn so với trước, và cách bạn tiếp cận mục tiêu cũng đa dạng hơn, cho bạn nhiều lựa chọn hơn. Súng ống cũng có sức nặng, ví như khẩu tiểu liên dựa trên thiết kế của MP5 nhả đạn vừa đầm vừa khỏe, dù sát thương không thể so sánh được bằng khẩu shotgun hay súng trường tấn công. Nhắc đến shotgun, game cho phép bạn nhặt những bộ nâng cấp vũ khí, và biến khẩu shotgun trở thành một con quái vật bắn chẳng kém gì súng 6 nòng. Trong khi đó những khẩu súng khác cũng có những nâng cấp rất hợp lý, ví như bắn phát một và kèm thêm ống ngắm tầm xa cho súng trường, hay băng đạn trống cho SMG, xả cho sướng tay chẳng hạn.
Giá trị chơi lại của Wolfenstein cũng nằm ngay ở chế độ chơi chính tuyến. Lấy ví dụ sau khi hạ gục những tên sĩ quan, bạn nhận được những đoạn mã Enigma Code để mở khóa các nhiệm vụ mới, khó nhằn nhưng đã tay hơn. Việc không gian của mỗi màn chơi được mở rộng cũng khiến việc game thủ thích khám phá được chiều chuộng, khi họ có thể tìm kiếm những món đồ nằm rải rác trong game mang giá trị sưu tập. Toàn bộ tựa game, nếu bạn chạy nhanh không khám phá, sẽ mất khoảng 8 tiếng, trong khi nếu khám phá thêm một chút thì việc bỏ ra 11 đến 16 tiếng là rất bình thường. Game không hề ngắn ngủi và hụt hẫng chút nào. Thậm chí, nhà phát triển game cũng cẩn trọng tới mức cho người chơi tự khám phá quá khứ của anh chàng BJ Blazkowicz, thứ mà trước giờ chưa từng có trong bất kỳ phiên bản Wolfenstein nào cả. Còn trong các màn chơi, kẻ địch luôn có cảm giác to lớn đồ sộ hơn anh chàng nhân vật chính, tạo ra cảm giác vô cùng đã sau khi hạ gục chúng. Dàn nhân vật hỗ trợ cho "BJ" cũng rất đa dạng và không hề mờ nhạt. Đó là cô vợ Anya, đang mang bầu sinh đôi mà vẫn cầm súng máy cân cả tiểu đội phát xít. Hay đó có thể là cô nàng da màu Grace, người có một phát ngôn vô đối rằng: "Tại sao bi lại là thứ mô tả sự ngầu của một con người nhỉ? Nhỡ đó là nữ giới thì sao?" Hoặc thậm chí có cả cô béo Sigrun, con đẻ của Frau Engel, dù sống rất chan hòa nhưng vẫn bị người đời gán cho cái mác phát xít, đơn giản vì mẹ cô quá tàn bạo... Tất cả họ tạo ra một lực lượng mà nghe từng câu thoại chúng ta cũng có thể phì cười vì sự tưng tửng hài hước trước hiểm nguy của mỗi con người. Dù rằng những sự mới mẻ không đủ để biến The New Colossus trở thành một tác phẩm tuyệt diệu, lột xác hoàn toàn, nhưng sự tỷ mỷ của đội ngũ làm game đã tạo ra một trong những game hành động xứng đáng lọt danh sách những game hay nhất của năm 2017 này.

## Công nghệ: id Tech 6
Một trong các loại phần mềm trung gian kết nối tương tác của nhiều ứng dụng trong cùng 1 hệ thống với nhau được biết đến nhiều nhất được gọi dưới thuật ngữ " game engine " cho các game FPS. Vốn là bước đột phá của các nhà phát triển về chất lượng hình ảnh khi thực hiện các game FPS trên góc nhìn của con người. Trong khi các game mô phỏng như điều khiển máy bay hay xe cộ và game chiến thuật thời gian thực (RTS) tăng cường tính thực tế trong hình ảnh ở mức độ vĩ mô, thì game bắn súng góc nhìn thứ nhất lại đi đầu về xử lý hình ảnh thực tế ở cấp độ nhỏ hơn.
Tương tự, id Tech 6 ở đây vốn là một sản phẩm của hãng id Software (cha đẻ của các dòng game bắn súng như Wolfenstein, Doom và Quake) phát triển dành riêng cho các trò chơi FPS của mình qua lần xuất hện đầu tiên ở phiên bản Doom làm lại năm 2016. Ban đầu tên của nó là id Tech 666, và phải mất đến 5 năm mới có thể trình làng với vài cải tiến đáng kể từ id Tech 5.